# 德意志马术奖章

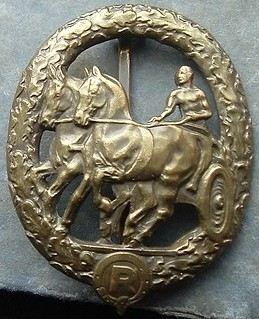
德意志马术奖章

德意志马术奖章（德語：Das Deutsche Reitterabzeichen）是魏瑪共和國和納粹德國的一项体育奖章。时至今日，马术奖章（Reitabzeichen）依然存在于德国骑手训练中，但奖章外观和过去的版本已完全不同。 